# Chow Ching Lie
Chow Ching Lie (Shanghái, 26 de agosto de 1936-17 de febrero de 2025) fue una escritora y pianista china. Vivió en Francia los últimos cincuenta años de su vida.

## Adaptaciones al cine
| Año  | Título en castellano | Título original          | Director         |                                                        |
| ---- | -------------------- | ------------------------ | ---------------- | ------------------------------------------------------ |
| 1988 | Palanquin of Tears   | El palanquín de lágrimas | Jacques Dorfmann | Adaptación de la biografía editada por Georges Walter. |